# Agence de l'énergie
L'agence de l'énergie (finnois : Energiavirasto) est une agence gouvernementale, de contrôle du marché de l'énergie, dépendant du Ministère des Affaires économiques et de l'Emploi de la Finlande.

## Présentation
Les responsabilités de l'Agence de l'énergie comprennent la surveillance des prix du réseau de transport d'électricité et du marché du gaz naturel et la tenue du registre national finlandais des échanges de quotas d'émission de gaz à effet de serre.
L'Agence fournit également des informations sur le prix de l'électricité aux consommateurs pour aider au choix d'un fournisseur d'électricité.
En outre, l'Agence de l'énergie contrôle le respect de la garantie d'origine de l'électricité, c'est-à-dire que par exemple la quantité d'énergie vendue par la société d'énergie aux consommateurs, est générée par énergie éolienne.
L'Agence de l'énergie gère également les tarifs de rachat des énergies renouvelables entrés en vigueur en 2011.
Le transport de l'électricité est un monopole en Finlande, qui relève de la responsabilité des sociétés de transport régionales.
L'Agence de l'énergie surveille les sociétés de transport pour qu'elles ne puissent abuser de leur position de monopole en surfacturant leurs clients.